# Aeronautica militare del Marocco
Le Forces royales air (in arabo القوات الجوية الملكية‎?, al-Quwwat al-Jawwiyya al-Malikiyya; in tamazight: Adwas ujenna ageldan), ossia "Regie forze aeree", spesso abbreviate con la sigla FRA, sono l'aeronautica militare del Marocco e parte integrante delle Regie forze armate.

## Storia

### Nascita
Le Regie forze aeree nascono il 19 novembre 1956 con il nome di "Aviation royale chérifienne" (Regia aviazione sceriffiana). Le sue moderne basi aeree sono state ereditate da Francia, Stati Uniti d'America e Spagna. I primi acquisti per la neonata forza aerea sono stati: sei Morane-Saulnier MS.500, tre aerei da trasporto Max Holste Broussard, due Beechcraft Twin Bonanza, un de Havilland DH.114 Heron ed un elicottero Bell 47.
Nel 1961 il nome cambiò in Forces royales air, ultimo nome utilizzato. Nello stesso periodo il Marocco ottenne dall'Unione Sovietica 12 MiG-17, 2 biposto MiG-15 "Midget" e 4 bombardieri Ilyushin Il-28; ricevette anche 24 aerei da addestramento Fouga Magister dalla Francia.
Intanto la rottura con Mosca portò il Marocco a cercare un nuovo alleato negli Stati Uniti, acquistando da essi sei aerei da combattimento Northrop F-5 e successivamente, nel 1966 altri 20 aeromobili dello stesso tipo. Per quanto riguarda gli aerei da trasporto, l'aeronautica marocchina disponeva di 10 Douglas C-47, 18 Fairchild C-119 Flying Boxcar e 6 C-130 Hercules. Disponeva inoltre di 24 elicotteri Bell UH-1 Iroquois e 12 addestratori biposto T-6 Texan.
Negli anni novanta era in progetto l'acquisto di alcuni Dassault Mirage 2000 o F-16, ma l'operazione commerciale non venne conclusa per mancanza di fondi da parte del governo marocchino. Sembra però che il Marocco abbia ripreso in mano il progetto di modernizzare la propria flotta aerea, dati i contatti con la Russia per l'acquisto di alcuni aerei da combattimento MiG-29 e Su-30MKA. Nell'estate 2007 sono stati presi di nuovo in considerazione anche l'americano F-16 ed il francese Dassault Rafale, anche se il primo dei due sembra avere maggiori possibilità di aggiudicarsi la commessa.
Nel 2008 la RMAF avvia un programma per la modernizzazione della sua flotta aerea. 27 Dassault Mirage F1 vengono aggiornati e portati al livello del Mirage 2000-5 ad un costo stimato di $ 420 milioni.
Nel marzo 2013, è stato confermato dalle Regie forze aeree l'acquisto di aeromobile a pilotaggio remoto dalla Francia almeno 3 Dassault / IAI Heron, oltre ai tre droni, la RMAF possiede quattro General Atomics droni Predator XP, ed altri Aeromobile a pilotaggio remoto acquistati dagli Stati Uniti.
Al 2014 sono in corso negoziazioni per l'acquisto di diversi aeromobile: 
- un acquisto confermato di due nuovi satelliti militari[5]
- Un programma FX per la sostituzione del Northrop F-5 Tiger III con il JF-17 Thunder.[6]
- Negoziazione in corso per l'acquisto di un numero imprecisato di elicotteri d'attacco Bell AH-1 SuperCobra e Bell UH-1Y Venom.
- Un acquisto non confermato di 12 Eurocopter EC 725.
- Un acquisto in sospeso di un numero imprecisato di SH-60 Seahawk.
- Fonti marocchine e francesi confermano l'interesse della RMAF all'acquisto di aerei da trasporto tattico C-17A per sostituire alcuni C-130H, e KC-135 Stratotanker per il rifornimento in volo del F-16 Fighting Falcon.

## Battaglie/guerre

### Guerra delle sabbie
Nella Guerra delle sabbie le Regie forze aeree marocchine giocarono un ruolo importante. 

### Guerra dei sei giorni
Durante la guerra dei sei giorni, uno squadrone di Northrop F-5 della Regie forze aeree, si trasferì in Egitto e partecipò alle missioni di pattugliamento 

### Guerra del Kippur
Durante la guerra del Kippur, uno squadrone di Northrop F-5A (12 unità in versione cacciabombardiere) delle Regie forze aeree marocchine si riunì al 69º Squadrone dell'aeronautica militare egiziana a Tanta, il 19 ottobre 1973. Lo squadrone marocchino fu accompagnato da un Lockheed C-130 Hercules che trasportava pezzi di ricambio, armi e attrezzature. Al reparto vennero assegnati compiti e missioni di natura CAP, ossia, pattugliamento aereo da combattimento. Nel gennaio 1974 in una missione di ricognizione, due F-5A armati di AIM-9B e 2 cannoni Pontiac M39 da 20 mm, intercettarono due Dassault Mirage III dell'Heyl Ha'Avir, l'aeronautica militare dello Stato di Israele, ed i piloti israeliani alla vista degli F-5A decisero di allontanarsi. Preoccupati per una possibile imboscata da parte del F-4 Phantom II il centro comando dell'Al-Quwwat al-Jawwiyya al-Misriyya, l'aeronautica militare egiziana, ordinò ai caccia marocchini di non inseguirli e di far ritorno alla base, dove vennero sostituiti con due MiG-21MF della forza aerea egiziana.

### La guerra del Sahara Occidentale
Allo scoppiare della guerra del Sahara Occidentale i primi aeromobili ad essere coinvolti furono i Fouga Magister, mentre poco dopo entrarono in servizio attivo anche i Northrop F-5. All'inizio l'obiettivo fondamentale del Marocco era quello di creare una zona sicura laddove risiedevano i maggiori interessi politici ed economici marocchini, ovvero la zona compresa tra la capitale Al-Aaiun, il centro religioso di Smara e i giacimenti di fosfato di Bu-Craa.

Il problema principale che la flotta marocchina dovette affrontare era lo scarsa autonomia di carburante dei Northrop F-5, insufficiente per realizzare missioni nel vasto fronte che si era aperto; per ovviare a questo inconveniente furono acquistati 2 Lockheed KC-130 nel 1982, mentre due Boeing.707-138B furono attrezzati per poter effettuare il rifornimento in volo, ampliando così notevolmente il raggio d'attacco dei Northrop F-5.
Nelle fasi iniziali del conflitto i Mirage F-1 vennero impiegati soprattutto sul confine con Libia e Algeria, che sostenevano politicamente ed economicamente il Fronte Polisario.
Alla fine però le due nazioni non intervennero direttamente e così i Mirage F-1 vennero utilizzati per effettuare attacchi aria-terra contro Polisario.

## Basi aeree
- Rabat Salé (GMME) – Base aerea Nº 1
- Meknès - Bassatine (GMFM) – Base aerea Nº 2
- Kenitra (GMMY) – Base aerea Nº 3
- Casablanca - Base aerea Nº 4
- Sidi Slimane (GMSL) – Base aerea Nº 5
- Marrakech (GMMX) – Base aerea d'accademia
- Laayoune (El Aaiún) - Isola di Hassan (GMML) – Distaccamento Nº 1
- Aeroporto di Moulay Ali Cherif - Aeroporto militare e commerciale

## squadrigliee
| Squadriglia   | Caccia Assegnato  | Compiti | imagine |
| ------------- | ----------------- | --- | ------- |
| SPARK         | F-16 C/D BLOCK 52 | Unità specializzata nelle missioni di soppressione e distruzione delle difese aeree nemiche, nell'intelligence e nella guerra elettronica |         |
| FALCON        | F-16 C/D BLOCK 52 | Unità specializzata nelle missioni di superiorità aerea e intercettazione                                                                 |         |
| VIPER         | F-16 C/D BLOCK 52 | Unità specializzata nelle missioni di attacco al suolo e supporto aereo ravvicinato                                                       |         |
| ATLAS         | MF-2000/F1        | Unità specializzata nella superiorità aerea e nel supporto aereo ravvicinato                                                              |         |
| ASSAD         | MF-2000/F1        | Unità specializzata in combattimento aereo e intercettazione                                                                              |         |
| IGUIDER (صقر) | MF-2000/F1        | Unità specializzata nelle missioni di ricognizione, guerra elettronica e supporto tattico                                                 |         |
| CHAHINE       | F-5E/F TIGER      | Unità specializzata nelle missioni di superiorità aerea e intercettazione                                                                 |         |
| BORAK         | F-5E/F TIGER      | Unità specializzata nelle missioni di attacco al suolo e supporto aereo ravvicinato                                                       |         |
| ERIGE         | F-5E/F TIGER      | Unità specializzata nelle missioni di ricognizione, guerra elettronica e intercettazione                                                  |         |

## Aeromobili in uso
Sezione aggiornata annualmente in base al World Air Force di Flightglobal del corrente anno. Tale dossier non contempla UAV, aerei da trasporto VIP ed eventuali incidenti accorsi durante l'anno della sua pubblicazione. Modifiche giornaliere o mensili che potrebbero portare a discordanze nel tipo di modelli in servizio e nel loro numero rispetto a WAF, vengono apportate in base a siti specializzati, periodici mensili e bimestrali. Tali modifiche vengono apportate onde rendere quanto più aggiornata la tabella.
| Aeromobile                           | Origine                 | Tipo                                                    | Versione (denominazione locale)              | In servizio (2024) | Note | Immagine       |
| Aerei da combattimento               |                         |                                                         |                                              |                    | |                |
| Lockheed Martin F-16 Fighting Falcon | Stati Uniti             | caccia multiruoloconversione operativacaccia multiruolo | F-16C Block 52+F-16D Block 52+F-16C Block 72 | 1580               | 24 ordinati e consegnati dal 2011. Un F-16C è precipitato in Yemen per guasto tecnico a maggio 2015. Il Dipartimento di Stato americano ha acconsentito alla vendita di 25 F-16C block 72 Viper che (se il contratto verrà ratificato) verranno consegnati entro il 2021 per un costo di 3.79 miliardi di dollari, mentre i 23 F-16 block 52 verranno aggiornati allo standard del Viper block 70 per un costi stimato di 985 milioni di dollari. |                |
| Dassault Mirage F1                   | Francia                 | caccia multiruoloconversione operativa                  | Mirage F1-MF2000Mirage F1B                   | 233                | Dei 50 esemplari (30 F1CH, 14 F1EH, 6 F1EH-200S) acquisiti dal 1978, nel 2006, 27 furono aggiornati come F1-M2000 per portarli allo stesso standard dei Mirage 2000-5, uno è andato distrutto il 17 agosto 2015. Un ulteriore esemplare è andato perso a gennaio 2019, portando a 23 il numero degli aerei monposto disponibili. Nel 2013 sono stati consegnati 3 biposto F1B ex Armée de l'air, per la conversione operativa.                    |                |
| Northrop F-5 Tiger II                | Stati Uniti             | cacciabombardiere conversione operativa                 | F-5E Tiger IIIF-5F Tiger III                 | 164                | Acquistati dal 1981, dei 36 risultanti in organico, solo 25 (aggiornati allo standard Tiger III tra il 2001 ed il 2004) sono in servizio operativo, visto che gli F-5A/B e gli RF-5 sono prossimi alla radiazione. |                |
| Aerei per impieghi speciali          |                         |                                                         |                                              |                    | |                |
| Dassault Falcon 20                   | Francia                 | ECM ELINT                                               | Falcon 20F-EW                                | 2                  | 2 aerei acquistati dal 1968, sono stati aggiornati nel 2005. |                |
| Beechcraft Super King Air            | Stati Uniti             | Inseminazione delle nuvole                              | King Air 200                                 | 1                  | Equipaggiato per l'inseminazione delle nuvole |                |
| Lockheed EC-130 Hercules             | Stati Uniti             | ELINT                                                   | EC-130H                                      | 1                  | 2 EC-130H consegnati a partire dal 1976, uno perso in un incidente nel 2011. |                |
| Gulfstream G550 AISREW               | Stati Uniti             | SIGINT                                                  | G550 AISREW                                  | 0                  | 3 G550 AISREW da sorveglianza elettronica ordinati nel 2018. |                |
| Viking Air CL-415                    | Canada                  | aereo antincendio                                       | CL-415TCL-415EAF                             | 51                 | 5 CL-415T, ricevuti tra il 2011 e il 2013, più ulteriori 3 acquisiti nel 2021, ottenuti aggiornando tre CL-215 allo standard CL-415EAF (Enhanced Aerial Firefighter). Il primo CL-415EAF è stato consegnato a maggio 2023, mentre gli ultimi due saranno consegnati entro l'estate dello stesso anno. |                |
| Aeromobili a pilotaggio remoto - UAV |                         |                                                         |                                              |                    | |                |
| Bluebird Aero Systems                | Israele                 | UAV                                                     | WanderB-VTOL ThunderB-VTOL                   | 150                | 150 tra WanderB e ThunderB acquistati nel corso del 2021 dalla società israeliana BlueBird Aero Systems. |                |
| EADS Harfang                         | Francia Israele         | UAV                                                     | Harfang                                      | 3                  | Acquistati nel 2013, e consegnati a partire dal febbraio 2020, sono esemplari ex francesi. |                |
| IAI                                  | Israele                 | UAV                                                     | Heron TP                                     | 3                  | Acquistati nel 2014, Di stanza alla base aerea di Ben Guerir con schieramenti avanzati a Dakhla nel Sahara occidentale. |                |
| Elbit Systems                        | Israele                 | UAV                                                     | Hermes 900                                   | 4                  | Acquistati nel 2021. |                |
| General Atomics GNAT                 | Stati Uniti             | UAV                                                     | I-GNAT ER                                    | 4                  | |                |
| BAE Systems SkyEye R4E-50            | Stati Uniti Regno Unito | UAV                                                     | BAE SkyEye R4E-50                            | 2                  | 6 consegnati nel periodo 1988-1990 |                |
| General Atomics RQ-1 Predator        | Stati Uniti             | UAV                                                     | RQ-1XP                                       | 4                  | Variante non armata ricevuta tra il 2010 ed il 2012. |                |
| Bayraktar TB2                        | Turchia                 | UCAV                                                    | TB2                                          | 18                 | 12 Bayraktar TB2 ordinati ad aprile 2021. Ulteriori 6 TB2 ordinati il 13 dicembre 2021. |                |
| CAIG Wing Loong                      | Cina                    | UAV                                                     | Wing Loong IWing Loong II                    | 42                 | 4 Wing Loong I ricevuti di seconda mano dagli Emirati Arabi Uniti a metà 2020. 2 di 14 Wing Loong II consegnati ad ottobre 2022. |                |
| Baykar Bayraktar Akinci              | Turchia                 | UCAV                                                    | Akinci                                       | 0                  | A novembre 2024 è stato comunicato l'acquisto di un determinato numero (forse 20) di Akinci, dopo che un primo accordo confermato ad agosto 2023, e con consegne previste da febbraio 2025. |                |
| Aerei per rifornimento in volo       |                         |                                                         |                                              |                    | |                |
| Lockheed C-130 Hercules              | Stati Uniti             | aereo per rifornimento in volo                          | KC-130H                                      | 2                  | 2 KC-130H consegnati a partire dal 1976. |                |
| Aerei da trasporto                   |                         |                                                         |                                              |                    | |                |
| Lockheed C-130 Hercules              | Stati Uniti             | aereo da trasporto                                      | C-130H                                       | 13                 | 15 C-130H consegnati nel periodo 1974-1976. Ulteriori 2 C-130H saranno di seconda mano saranno forniti dagli Stati Uniti. |                |
| Alenia C-27J Spartan                 | Italia                  | aereo da trasporto tattico                              | C-27J                                        | 4                  | 4 C-27J consegnati dal 2010. |                |
| CASA CN-235                          | Spagna                  | aereo da trasporto tattico                              | CN-235M                                      | 6                  | 7 CN-235M acquistati nel 1990. |                |
| Boeing BBJ                           | Stati Uniti             | aereo da trasporto VIP                                  | BBJ2                                         | 2                  | 2 Boeing BBJ2 consegnati. Uno dei quali destinato esclusivamente al sovrano. |                |
| Dassault Falcon 50                   | Francia                 | aereo da trasporto VIP                                  | Falcon 50/100                                | 2                  | 2 Dassault Falcon 50/100 consegnati. |                |
| Gulfstream III                       | Stati Uniti             | aereo da trasporto VIP                                  | G.III                                        | 1                  | 1 Gulfstream III consegnato. |                |
| Gulfstream V                         | Stati Uniti             | aereo da trasporto VIP                                  | G.V                                          | 1                  | 1 Gulfstream V consegnato. |                |
| Gulfstream G550                      | Stati Uniti             | aereo da trasporto VIP                                  | G550                                         | 1                  | 1 G550 consegnato |                |
| Beechcraft Super King Air            | Stati Uniti             | aereo da trasporto leggero                              | Super King Air 200/300/350                   | 7                  | 8 tra King Air 200/300/350 consegnati. |                |
| Cessna Citation                      | Stati Uniti             | aereo da trasporto                                      | Citation V/XLS                               | 2                  | 2 Cessna V/XLS consegnati. |                |
| Aerei da addestramento               |                         |                                                         |                                              |                    | |                |
| Dassault-Dornier Alpha Jet           | Francia Germania        | aereo da addestramento CAS/COIN                         | Alpha Jet E+                                 | 21                 | 24 Alpha Jet E ordinati nel 1978 e tutti consegnati tra il 1979 e il 1981. 22 aerei sono stati aggiornati tra il 2009 ed il 2012 dalla belga SABCA. Un esemplare è stato perso in un incidente il 28 luglio 2025. |                |
| Beechcraft Super King Air            | Stati Uniti             | aereo da addestramento                                  | King Air 100                                 | 4                  | |                |
| Raytheon T-6 Texan II                | Stati Uniti             | aereo da addestramento                                  | T-6C                                         | 24                 | 24 T-6C consegnati. Entrati in servizio a partire dal 2011 con consegne completate nel 2012. |                |
| FFA AS-202 Bravo                     | Svizzera                | aereo da addestramento basico                           | AS-202/18A                                   | 6                  | |                |
| Diamond DA40                         | Austria                 | aereo da addestramento basico                           | DA40                                         | 2                  | 2 DA40 consegnati. |                |
| Elicotteri                           |                         |                                                         |                                              |                    | |                |
| Boeing AH-64 Apache                  | Stati Uniti             | elicottero d'attacco                                    | Apache AH-64E                                | 6                  | Il Dipartimento di Stato americano ha acconsentito alla vendita di 36 Apache AH-64E per un costo di 4.25 miliardi di dollari L'ordine per 24 AH-64E è stato confermato il 24 giugno 2020. Primi sei esemplari consegnati il 3 marzo 2025. |                |
| Agusta-Bell 205                      | Stati Uniti Italia      | elicottero utility                                      | AB-205A                                      | 5                  | 48 AB-205 costruiti su licenza dall'italiana Agusta, acquistati dal 1969. |                |
| Agusta-Bell 206                      | Stati Uniti Italia      | elicottero utilityelicottero da addestramento           | AB-206B                                      | 1                  | 21 AB-206B costruiti su licenza dall'italiana Agusta, acquistati tra il 1969 e il 1978. |                |
| Agusta-Bell 212                      | Stati Uniti Italia      | elicottero utility                                      | AB-212                                       | 3                  | 5 AB-212 costruiti su licenza dall'italiana Agusta, acquistati tra il 1969 e il 1978. |                |
| SA 342 Gazelle                       | Francia                 | elicottero d'attacco                                    | SA 342L                                      | 23                 | 23 SA 342L consegnati. |                |
| Aérospatiale SA 330 Puma             | Francia                 | elicottero utility                                      | SA 330C SA 330L                              | 26                 | Dei 40 SA 330C consegnati nel 1976, 29 sono in servizio, ma solo 26 esemplari sono stati aggiornati tra il 2008 ed il 2010 dalla rumena IAR allo standard SA-330L. |                |
| Boeing CH-47 Chinook                 | Stati Uniti             | elicottero da trasporto pesante                         | CH-47CCH-47D                                 | 73                 | Dei 12 CH-47C acquistati nel periodo 1979/1982, ne restano in servizio 7, a cui sono stati affiancati 3 CH-47D ex US Army acquistati nel 2009. |                |
| AgustaWestland AW139                 | Italia                  | elicottero da trasporto VIP                             | AW139                                        | 1                  | 1 AW139 consegnato. L'elicottero ufficiale utilizzato dal re del Marocco. | su dgualdo.it. |
| Airbus Helicopters H135M             | Unione europea          | elicottero da addestramento                             | H135M                                        | 8                  | Un numero non ancora noto di H135M ordinati il 18 luglio 2022. Primi due esemplari consegnati il 6 settembre 2023. |                |

## Aeromobili ritirati
- Lockheed EC-130H Hercules - Uno dei due esemplari da ricognizione consegnati fu perso nel 2011.[22]
- Dassault Mirage F1CH
- Dassault Mirage F1EH
- Dassault Mirage F1EH-200S
- Northrop F-5A Freedom Fighter
- Northrop F-5B Freedom Fighter
- Northrop RF-5A Freedom Fighter
- North American Rockwell OV-10A Bronco - 6 esemplari (1981-1991)
- Beechcraft T-34B Mentor
- Cessna T-37C Tweet
- Dornier Do 28
- Mikoyan-Gurevich MiG-15 Fagot
- Mikoyan-Gurevich MiG-17 Fresco
- Ilyushin Il-28 Beagle
- Socata MS-733
- Socata MS-885
- Socata MS-893
- North American T-6 Texan
- SIAI-Marchetti SF-260
- North American T-28 Trojan
- Fouga Magister
- DH.114 Heron 2
- Beechcraft Musketeer
- Hawker Sea Fury
- Douglas C-47 Dakota
- Fairchild C-119 Flying Boxcar
- Max-Holste MH-1521M Broussard
- Hiller UH-12 Raven
- Kaman HH-43 Huskie
- Bell 47
- Sikorsky S-58 Choctaw

## Armamento
| Immagine                        | Nome                                      | Tipo                                      |                     |                     |                     |                     |
| Missili da crociera             | Missili da crociera                       | Missili da crociera                       | Missili da crociera | Missili da crociera | Missili da crociera | Missili da crociera |
| ------------------------------- | ----------------------------------------- | ----------------------------------------- | ------------------- | ------------------- | ------------------- | ------------------- |
|                                 | Delilah (missile)                         | Missili da crociera                       |                     |                     |                     |                     |
| Missile antinave                |                                           |                                           |                     |                     |                     |                     |
|                                 | AGM-84L Harpoon Block II                  | Missile aria-superficie                   |                     |                     |                     |                     |
|                                 |                                           |                                           |                     |                     |                     |                     |
| Bombe e Missili aria-superficie |                                           |                                           |                     |                     |                     |                     |
|                                 | AGM-154C-1 Joint Standoff Weapon          | Bomba guidata                             |                     |                     |                     |                     |
|                                 | AGM-65 Maverick D / G / H                 | Missile aria-superficie                   |                     |                     |                     |                     |
|                                 | AGM-88 HARM B / C                         | Missile aria-superficie Missile antiradar |                     |                     |                     |                     |
|                                 | HOT I / II                                | Missile anticarro                         |                     |                     |                     |                     |
|                                 | BGM-71 TOW                                | Missile anticarro                         |                     |                     |                     |                     |
|                                 | GBU-10 Paveway II                         | Bomba a guida laser                       |                     |                     |                     |                     |
|                                 | GBU-12 Paveway II                         | Bomba a guida laser                       |                     |                     |                     |                     |
|                                 | GBU-24 Paveway III                        | Bomba a guida laser                       |                     |                     |                     |                     |
|                                 | AASM GPS/INS AASM GPS/INS+IIR             | Bomba guidata                             |                     |                     |                     |                     |
|                                 | LJDAM JDAM                                | Bomba guidata                             |                     |                     |                     |                     |
|                                 | Mk 82                                     | bomba a caduta libera                     |                     |                     |                     |                     |
|                                 | Mk 84                                     | bomba a caduta libera                     |                     |                     |                     |                     |
|                                 | CBU-52CBU-58A/BCBU-71A/B Mk 20 Rockeye II | Bomba a grappolo                          |                     |                     |                     |                     |
| Missili aria-aria               |                                           |                                           |                     |                     |                     |                     |
|                                 | AIM-9L AIM-9M/M-9 AIM-9X Block II         | missile aria-aria                         |                     |                     |                     |                     |
|                                 | Matra R530 D                              | missile aria-aria                         |                     |                     |                     |                     |
|                                 | R550 Magic II                             | missile aria-aria                         |                     |                     |                     |                     |
|                                 | MBDA MICA IR/EM                           | missile aria-aria                         |                     |                     |                     |                     |
|                                 | AIM-120 C7                                | missile aria-aria                         |                     |                     |                     |                     |

## Pod
|  | LITENING Advanced Targeting             | F-16C / D Block 52 + F-5 TIII             |
|  | Sniper Advanced Targeting Pod           | F-16C / D Block 52 +                      |
|  | Goodrich DB-110 sistema di ricognizione | F-16C / D Block 52 +                      |
|  | ASTAC Elint Pod                         | Dassault Mirage F1 Dassault Mirage MF2000 |
|  | Thales Damocles Pod                     | Dassault Mirage MF2000                    |
|  | AMIN Lepri pod                          | Dassault Mirage F1 F-5 TIII               |